# エルナ・ベルガー
エルナ・ベルガー（Erna Berger, 1900年10月19日 - 1990年6月14日）は、ドイツのソプラノ歌手。コロラトゥーラを得意とした。

## 生涯
ザクセン王国ドレスデン近郊のコッセバウデで鉄道エンジニアの娘として生まれる。幼少期はドレスデンの叔母の家で育てられたが、早くから音楽への適性を示し、5歳の頃には、ウェーバーの《魔弾の射手》のアリア〈静かに、静かに、敬虔なる調べよ〉を歌いこなしたという。17歳の時にエリザベート・レートベルクの助言を受け、ドレスデン王立歌劇場の合唱団に入って声楽を学んだ。第一次世界大戦後に家族でパラグアイに移住したが、ほどなくして父親が死去し、ウルグアイのモンテビデオで働きながらピアノと歌唱を学び続けた。
1923年にドレスデンに戻り、銀行員として学費を稼ぎながらヘルタ・ベッケルとメリッタ・ヒルツェルの薫陶を受け、1925年にドレスデン国立歌劇場でモーツァルトの《魔笛》の童子役でデビューした。その後1928年までドレスデン国立歌劇場で歌い、1929年から1933年までバイロイト音楽祭に出演している。1929年と1932年にベルリン市立歌劇場に客演として登場したほか、1935年からベルリン国立歌劇場で歌った。1934年から1942年まではロンドンのコヴェント・ガーデン歌劇場にたびたび客演し、1949年から1953年までメトロポリタン歌劇場にも登場した。1953年と翌年のシーズンのザルツブルク音楽祭に出演したのち、1955年にオペラからの引退を表明した。
1960年から1971年までハンブルク音楽大学で教鞭をとる。リサイタルは1968年まで続けたが、その後も機会があれば歌声を披露していた。
1990年6月14日に西ドイツのエッセンにて没した。